# 다카하타번
다카하타 번(일본어: 高畠藩 다카하타한[*])은 일본 에도 시대에 있던 번으로, 데와국 오키타마 군에 있었다. 번주 가문은 오다 가문이며 번청은 다카하타 진야이다.

## 번의 역사
오다 노부나가의 둘째 아들인 오다 노부카쓰 계통의 후손들은 오바타 번 2만 석 영지를 영유하였으며, 노부나가의 적통으로 막부로부터도 존중받아 각종 특권을 누렸다. 그런데 메이와 4년(1767년), 야마가타 다이니 사건에 연루되어 당시 번주인 오다 노부쿠니가 막부에 의해 강제은거, 칩거 명령을 받게 되었다. 그리고 동생인 노부치카가 그 뒤를 이었고 다카하타 일대로 전봉되었다. 이때 그때까지 누리던 특권을 모두 박탈당하였다. 게다가 엎친 데 덮친 격으로 덴메이 대기근이 일어나 번 재정이 악화되었고, 가신단들마저 생계를 잇기 어려워 오다 가문에서 물러나는 자가 적지 않아, 번주는 오바타 번으로 복귀하는 것을 탄원할 정도였다. 차기 번주인 노부카즈는 번의 영지 대부분이 덴도를 중심으로 한 무라야마 군에 집중되어 있는 점을 고려하여 거점을 다카하타 진야에서 덴도로 옮기려 했고, 분세이 11년(1828년)에 막부로부터 허가를 받아, 덴포 원년(1830년) 진야를 덴도로 옮기고 그때부터 덴도번이 되었다.

## 역대 번주
1. 오다 노부치카(織田信浮) 재위 1767년 ~ 1818년
2. 오다 노부카즈(織田信美) 재위 1818년 ~ 1830년